# Katherine
Katherine – miasto w Australii, w Terytorium Północnym. Położone ok. 320 km na południowy wschód od Darwinu. Liczy 5849 mieszkańców i jest największym miastem Terytorium po Darwinie i Alice Springs.

## Urodzeni w Katherine
- Cadel Evans – australijski kolarz
- Leisel Jones – australijska pływaczka